# Groupe de NGC 676
Le groupe de NGC 676 comprend au moins 3 galaxies situées dans la constellation des Poissons. La distance moyenne entre ce groupe et la Voie lactée est d'environ 19,4 Mpc (∼63,3 millions d'al). 

## Membres
Le tableau ci-dessous liste les 3 galaxies qui sont indiquées sur le site «Un Atlas de l'Univers» créé par Richard Powell. Ce groupe de trois galaxies est aussi mentionné dans l'article d'Abraham Mahtessian.  
| Nom      | Classification | Type                  | α (J2000.0)   | δ (J2000.0) | Vitesse radiale (km/s) | Magnitude apparente | Distance (Mpc) | Diamètre (kal) |
| -------- | -------------- | --------------------- | ------------- | ----------- | ---------------------- | ------------------- | -------------- | -------------- |
| NGC 676  | S0/a           | Lenticulaire          | 01h 48m 57.3s | 05° 54′ 27″ | 1506 ± 3               | 11,9                | 18,0 ± 1,3     | 89             |
| NGC 693  | S0/a?          | Lenticulaire          | 01h 50m 30.8s | 06° 08′ 43″ | 1567 ± 5               | 12,4                | 18,9 ± 1,4     | 59             |
| NGC 718* | SAB(s)a        | Spirale intermédiaire | 01h 53m 13.3s | 04° 11′ 45″ | 1733 ± 10              | 11,7                | 21,4 ± 1,5     | 54             |

- Le site NASA/IPAC[6] mentionne qu'il s'agit d'une galaxie du champ, c'est-à-dire qu'elle n'appartient pas à un amas ou un groupe et qu'elle est donc gravitationnellement isolée.

Le site DeepskyLog permet de trouver aisément les constellations des galaxies mentionnées dans ce tableau ou si elles ne s'y trouvent pas, l'outil du site «Finding the constellation which contains given sky coordinates» permet de le faire à l'aide des coordonnées de la galaxie. Sauf indication contraire, les données proviennent du site NASA/IPAC.